# هیدروکسی‌پروپیل سلولز
هیدروکسی‌پروپیل سلولز (به انگلیسی: Hydroxypropyl cellulose) با فرمول شیمیایی variable یک ترکیب شیمیایی است. که جرم مولی آن متغیر می‌باشد. 